# Outlive
Outlive est un jeu vidéo de stratégie en temps réel développé et édité par Continuum Entertainment, sorti en 2001 sur Windows.

## Accueil
- GameSpot : 5,2/10[1]